# Гідрометалургійний завод у Нервіоні
Гідрометалургійний завод у Нервіоні — колишній виробничий майданчик на півночі Іспанії.
Не пізніше початку 1960-х компанія UNQUINESA узялась за продукування на своєму заводу в Акспе (Більбао) білого пігменту — діоксиду титану. Нове виробництво отримало власний цех сульфатної кислоти, що продукував її шляхом спалювання піритів (можливо відзначити, що з кінця 19 століття розташована на півдні Іспанії провінція Уельва була відома як виробник піритів світового значення). Для монетизації великих обсягів збагаченого міддю піритного огарку в 1962-му заснували компанію Metalquimica del Nervión. Під час переробки огарку вона отримувала мідний концентрат та залишковий продукт з високим вмістом заліза (в огарку вміст останнього зазвичай перевищує 50 % та може досягати майже 80 %), який постачали компанії «Альтос Орнос де Біская», що володіла в Більбао двома металургійними комбінатами.
У 1976-му Metalquimica del Nervión стала піонером у застосуванні гідрометалургійної технології ZINCEX, що дозволяє отримувати цинк зі вторинної сировини (вельц-оксиди, пил електродугових печей та інше) за допомогою екстракції розчинником (та без пірометалургійного процесу, що призводив би до утворення шкідливих газів). Потужність заводу за цим напрямом становила понад 8500 тонн цинку на рік. Враховуючи потребу у сульфатній кислоті для вилужнювання на початковому етапі процесу ZINCEX, Metalquimica del Nervión стала одним із засновників заводу сульфатної кислоти компанії «Rontealde, SA», що почав роботу в Більбао у районі Баракальдо в 1987 році.
З плином часу піритний шлях продукування сульфатної кислоти поступився спалюванню сірки, яку з екологічних міркувань у дедалі більших масштабах отримувала нафтогазова промисловість. У 1990-му в Нервіоні востаннє продукували мідний концентрат (випустили 11,3 тисячі тонн із вмістом міді 6,1 тисячі тонн), а на початку 1990-х Metalquimica del Nervión припинила діяльність.